# Hagnauer Volksbank
Die Hagnauer Volksbank eG ist eine Genossenschaftsbank mit Sitz in der baden-württembergischen Gemeinde Hagnau am Bodensee im Bodenseekreis. 

## Geschichte
Am 9. März 1873 wurde durch 84 Mitglieder auf Initiative des Hofkaplans Hörnes vom Schloss Hersberg eine „Leih- und Sparkasse“ gegründet. Als erstes Geschäftslokal diente ein Zimmer über der Gaststube „Mohren“ in Hagnau, das der erste Kassierer des Vereins, Bürgermeister und Gastwirt Georg Ehrlinspiel, zur Verfügung stellte. Eine kleine eiserne Kassette bildet das Anfangsinventar. Das gesamte Mobiliar war geliehen. Das erste Geschäftsjahr konnte mit einem Reingewinn von 551 Mark abgeschlossen werden.
Als Folge des im Jahr 1914 ausgebrochenen Ersten Weltkrieges begann ab 1916 eine Geldentwertung, dies war der Anfang der ersten Inflation. Die Bilanzsumme belief sich zum 31. Dezember 1923 auf mehrere Billionen Mark. Nach der Währungsumstellung blieben 7.463 Rentenmark übrig.
Im Jahr 1940 kurz nach Ausbruch des Zweiten Weltkrieges änderte der damals 67 Jahre alte Vorschussverein seinen Namen in „Volksbank Hagnau“. Vier Jahre später wurde die Bank in eine „Genossenschaft mit beschränkter Haftung“ umgewandelt.
In Immenstaad am Bodensee wurde 1962 eine Zahlstelle errichtet. Die Filiale in Immenstaad ist bis heute die einzige Zweigstelle der Hagnauer Volksbank eG.
Das heutige Bankgebäude wurde am 27. Mai 1970 bezogen, es ist bis heute Sitz der Bank. Am 20. November 1973, zum 100-jährigen Bestehen, betrug die Bilanzsumme 12,5 Mio. DM, es wurde ein Reingewinn von 53.000 DM ausgewiesen. Seit dem 6. November 1976 heißt die Bank „Hagnauer Volksbank eG“.
Die ersten Geldautomaten wurden in den Jahren 1990/1991 in Hagnau und Immenstaad installiert.
Die Hagnauer Volksbank eG hat sich bis heute ihre Eigenständigkeit bewahrt.

## Rechtsverhältnisse
Die Hagnauer Volksbank eG ist im Genossenschaftsregister beim Amtsgericht Freiburg unter GnR 580051 eingetragen.

## Organisationsstruktur
Rechtsgrundlagen sind das Genossenschaftsgesetz und die durch die Generalversammlung beschlossene Satzung. Organe der Bank sind der Vorstand, der Aufsichtsrat und die Generalversammlung.

## Sicherungseinrichtung
Die Hagnauer Volksbank eG ist der amtlich anerkannten Sicherungseinrichtung des Bundesverbandes der Deutschen Volksbanken und Raiffeisenbanken GmbH und der zusätzlichen freiwilligen Sicherungseinrichtung des Bundesverbandes der Deutschen Volksbanken und Raiffeisenbanken e.V. angeschlossen. Die Hagnauer Volksbank eG gehört dem Baden-Württembergischen Genossenschaftsverband an.

## Geschäftsausrichtung
Die Hagnauer Volksbank eG betreibt das Universalbankgeschäft. Im Verbundgeschäft arbeitet sie mit der DZ Bank, R+V Versicherung, Bausparkasse Schwäbisch Hall, Teambank, VR Leasing,  DZ Hyp und der Union Investment zusammen.

## Geschäftsgebiet
Das Geschäftsgebiet liegt im Süden des Bodenseekreises direkt am Rande des Bodensees.
An diesen Orten betreibt die Bank Filialen:
- Hagnau am Bodensee (Hauptstelle, jur. Sitz)
- Immenstaad am Bodensee (Geschäftsstelle)